# Брењзон
Брењзон (фр. Brezons) насеље је и општина у централној Француској у региону Оверња, у департману Кантал која припада префектури Сен Флур.
По подацима из 2011. године у општини је живело 201 становника, а густина насељености је износила 4,65 становника/km². Општина се простире на површини од 43,2 km². Налази се на средњој надморској висини од 820 метара (максималној 1.813 m, а минималној 785 m).

## Демографија
| 1962. | 1968. | 1975. | 1982. | 1990. | 1999. | 2011. |
| ----- | ----- | ----- | ----- | ----- | ----- | ----- |
| 345   | 451   | 350   | 310   | 252   | 208   | 201   |

График промене броја становника у току последњих година